# Nazionale femminile di pallavolo del Belgio
La nazionale femminile di pallavolo del Belgio è una squadra europea composta dalle migliori giocatrici di pallavolo del Belgio ed è posta sotto l'egida della Federazione pallavolistica del Belgio.

## Rosa
Segue la rosa delle giocatrici convocate per la Volleyball Nations League 2025.
| N° | Nome               | Ruolo | Data di nascita   | Squadra         |
| -- | ------------------ | ----- | ----------------- | --------------- |
| 1  | Saar Bertels       | O     | 21 febbraio 2006  | Asterix Avo     |
| 2  | Elise Van Sas      | P     | 1º agosto 1997    | Asterix Avo     |
| 3  | Britt Herbots      | S     | 24 settembre 1999 | Savino Del Bene |
| 4  | Nathalie Lemmens   | C     | 12 marzo 1995     | Dresdner        |
| 5  | Tea Radovic        | S     | 2 aprile 2007     | Bevo Roeselare  |
| 7  | Anna Koulberg      | C     | 17 agosto 2004    | Potsdam         |
| 8  | Lara Nagels        | P     | 3 giugno 1997     | Suhl            |
| 9  | Nel Demeyer        | L     | 21 marzo 2001     | Oudegem         |
| 10 | Pauline Martin     | O     | 4 settembre 2002  | MTV Stoccarda   |
| 12 | Charlotte Krenicky | P     | 29 giugno 2000    | MTV Stoccarda   |
| 16 | Noor Debouck       | L     | 9 giugno 2005     | Asterix Avo     |
| 18 | Britt Rampelberg   | L     | 5 giugno 2000     | Venelles        |
| 19 | Silke Van Avermaet | C     | 2 giugno 1999     | UYBA            |
| 20 | Britt Fransen      | C     | 22 gennaio 2002   | VDK Gent        |
| 22 | Liese Verhelst     | O     | 15 novembre 2007  | Vilvoorde       |
| 25 | Eline Van Elsen    | S     | 11 febbraio 2004  | VDK Gent        |

## Risultati

### Competizioni FIVB
| 1952 | non qualificata | -            |
| 1956 | 13º posto       | Convocazioni |
| 1960 | non qualificata | -            |
| 1962 | non qualificata | -            |
| 1967 | non qualificata | -            |
| 1970 | non qualificata | -            |
| 1974 | non qualificata | -            |
| 1978 | 22º posto       | Convocazioni |
| 1982 | non qualificata | -            |
| 1986 | non qualificata | -            |
| 1990 | non qualificata | -            |
| 1994 | non qualificata | -            |
| 1998 | non qualificata | -            |
| 2002 | non qualificata | -            |
| 2006 | non qualificata | -            |
| 2010 | non qualificata | -            |
| 2014 | 11º posto       | Convocazioni |
| 2018 | non qualificata | -            |
| 2022 | 9º posto        | Convocazioni |

| 2018 | 13º posto       | Convocazioni |
| 2019 | 7º posto        | Convocazioni |
| 2021 | 9º posto        | Convocazioni |
| 2022 | 15º posto       | Convocazioni |
| 2023 | non qualificata | -            |
| 2024 | non qualificata | -            |
| 2025 | 14º posto       | Convocazioni |

| 1973 | non qualificata | -            |
| 1977 | non qualificata | -            |
| 1981 | non qualificata | -            |
| 1985 | non qualificata | -            |
| 1989 | non qualificata | -            |
| 1991 | non qualificata | -            |
| 1995 | non qualificata | -            |
| 1999 | non qualificata | -            |
| 2003 | non qualificata | -            |
| 2007 | non qualificata | -            |
| 2011 | non qualificata | -            |
| 2015 | non qualificata | -            |
| 2019 | non qualificata | -            |
| 2023 | 6º posto        | Convocazioni |

### Competizioni CEV
| 1949 | non qualificata | -            |
| 1950 | non qualificata | -            |
| 1951 | non qualificata | -            |
| 1955 | non qualificata | -            |
| 1958 | non qualificata | -            |
| 1963 | non qualificata | -            |
| 1967 | 14º posto       | Convocazioni |
| 1971 | non qualificata | -            |
| 1975 | 12º posto       | Convocazioni |
| 1977 | non qualificata | -            |
| 1979 | 12º posto       | Convocazioni |
| 1981 | non qualificata | -            |
| 1983 | non qualificata | -            |
| 1985 | non qualificata | -            |
| 1987 | 12º posto       | Convocazioni |
| 1989 | non qualificata | -            |
| 1991 | non qualificata | -            |
| 1993 | non qualificata | -            |
| 1995 | non qualificata | -            |
| 1997 | non qualificata | -            |
| 1999 | non qualificata | -            |
| 2001 | non qualificata | -            |
| 2003 | non qualificata | -            |
| 2005 | non qualificata | -            |
| 2007 | 7º posto        | Convocazioni |
| 2009 | 11º posto       | Convocazioni |
| 2011 | non qualificata | -            |
| 2013 | 3º posto        | Convocazioni |
| 2015 | 6º posto        | Convocazioni |
| 2017 | 14º posto       | Convocazioni |
| 2019 | 9º posto        | Convocazioni |
| 2021 | 13º posto       | Convocazioni |
| 2023 | 15º posto       | Convocazioni |

| 2009 | non qualificata | -            |
| 2010 | non qualificata | -            |
| 2011 | non qualificata | -            |
| 2012 | non qualificata | -            |
| 2013 | 2º posto        | Convocazioni |
| 2014 | non qualificata | -            |
| 2015 | non qualificata | -            |
| 2016 | non qualificata | -            |
| 2017 | non qualificata | -            |
| 2018 | non qualificata | -            |
| 2019 | non qualificata | -            |
| 2021 | non qualificata | -            |
| 2023 | 3º posto        | Convocazioni |
| 2024 | 3º posto        | Convocazioni |

### Competizioni zonali
| 2015 | 5º posto | Convocazioni |

### Competizioni estinte
| 1993 | non qualificata | -            |
| 1994 | non qualificata | -            |
| 1995 | non qualificata | -            |
| 1996 | non qualificata | -            |
| 1997 | non qualificata | -            |
| 1998 | non qualificata | -            |
| 1999 | non qualificata | -            |
| 2000 | non qualificata | -            |
| 2001 | non qualificata | -            |
| 2002 | non qualificata | -            |
| 2003 | non qualificata | -            |
| 2004 | non qualificata | -            |
| 2005 | non qualificata | -            |
| 2006 | non qualificata | -            |
| 2007 | non qualificata | -            |
| 2008 | non qualificata | -            |
| 2009 | non qualificata | -            |
| 2010 | non qualificata | -            |
| 2011 | non qualificata | -            |
| 2012 | non qualificata | -            |
| 2013 | non qualificata | -            |
| 2014 | 6º posto        | Convocazioni |
| 2015 | 10º posto       | Convocazioni |
| 2016 | 11º posto       | Convocazioni |
| 2017 | 12º posto       | Convocazioni |

| 2018 | non qualificata | -            |
| 2019 | non qualificata | -            |
| 2022 | 2º posto        | Convocazioni |
| 2023 | non qualificata | -            |
| 2024 | 4º posto        | Convocazioni |

| 1988 | ?               | -            |
| 1989 | ?               | -            |
| 1990 | ?               | -            |
| 1991 | non qualificata | -            |
| 1992 | non qualificata | -            |
| 1993 | non qualificata | -            |
| 1994 | non qualificata | -            |
| 1995 | non qualificata | -            |
| 1996 | non qualificata | -            |
| 1998 | non qualificata | -            |
| 1999 | non qualificata | -            |
| 2000 | non qualificata | -            |
| 2001 | non qualificata | -            |
| 2002 | non qualificata | -            |
| 2003 | non qualificata | -            |
| 2004 | non qualificata | -            |
| 2005 | non qualificata | -            |
| 2006 | non qualificata | -            |
| 2007 | non qualificata | -            |
| 2008 | non qualificata | -            |
| 2009 | non qualificata | -            |
| 2010 | non qualificata | -            |
| 2011 | non qualificata | -            |
| 2013 | non qualificata | -            |
| 2014 | non qualificata | -            |
| 2015 | non qualificata | -            |
| 2016 | 5º posto        | Convocazioni |
| 2017 | non qualificata | -            |
| 2018 | non qualificata | -            |
| 2019 | non qualificata | -            |